# 李思进
李思进（1962年8月—），山西太谷人，中华人民共和国科学家。

## 生平
1985年9月，毕业于山西医学院医学系医学专业。1988年8月，获得山西医学院医学系核医学专业硕士，之后供职于山西医科大学第一医院核医学科。1992年9月-1995年7月，中国协和医科大学在职研究生学习，获医学博士学位。2003年10月，担任山西医科大学第一医院副院长、核医学科副主任。2004年4月，兼任核医学科主任。2007年7月，兼任农工党山西省委副主委。2013年6月，担任农工党山西省委副主委，山西医科大学副校长。2017年6月，担任农工党山西省委主委，山西医科大学副校长。同年8月，担任农工党山西省委主委，山西医科大学校长。2017年12月，任农工党中央常委、山西省委主委，山西医科大学校长。2018年1月，兼任山西省政协副主席。